# Obilná
Obilná (in tedesco Kornov) è una frazione di Odrava, comune ceco del distretto di Cheb, nella regione di Karlovy Vary.

## Geografia fisica
Il villaggio si trova 1,5 km ad ovest da Odrava. Nel villaggio sono state registrate 17 abitazioni, nelle quali vivono 41 persone. Passa di qui la superstrada R6.
Altri comuni limitrofi sono Potočiště, Ava e Sebenbach ad ovest, Nebanice, Mostov, Chotíkov, Vackovec, Hartoušov, Hněvín e Pochlovice a nord, Hlínová, Rollessengrün, Thurn e Liboc ad est e Lipoltov, Scheibenreuth, Jesenice e Dřenice a sud.

## Storia
La prima menzione scritta risale al 1288.

## Economia
L'economia del villaggio è incentrata soprattutto sull'attività agricola.